# Tshechu

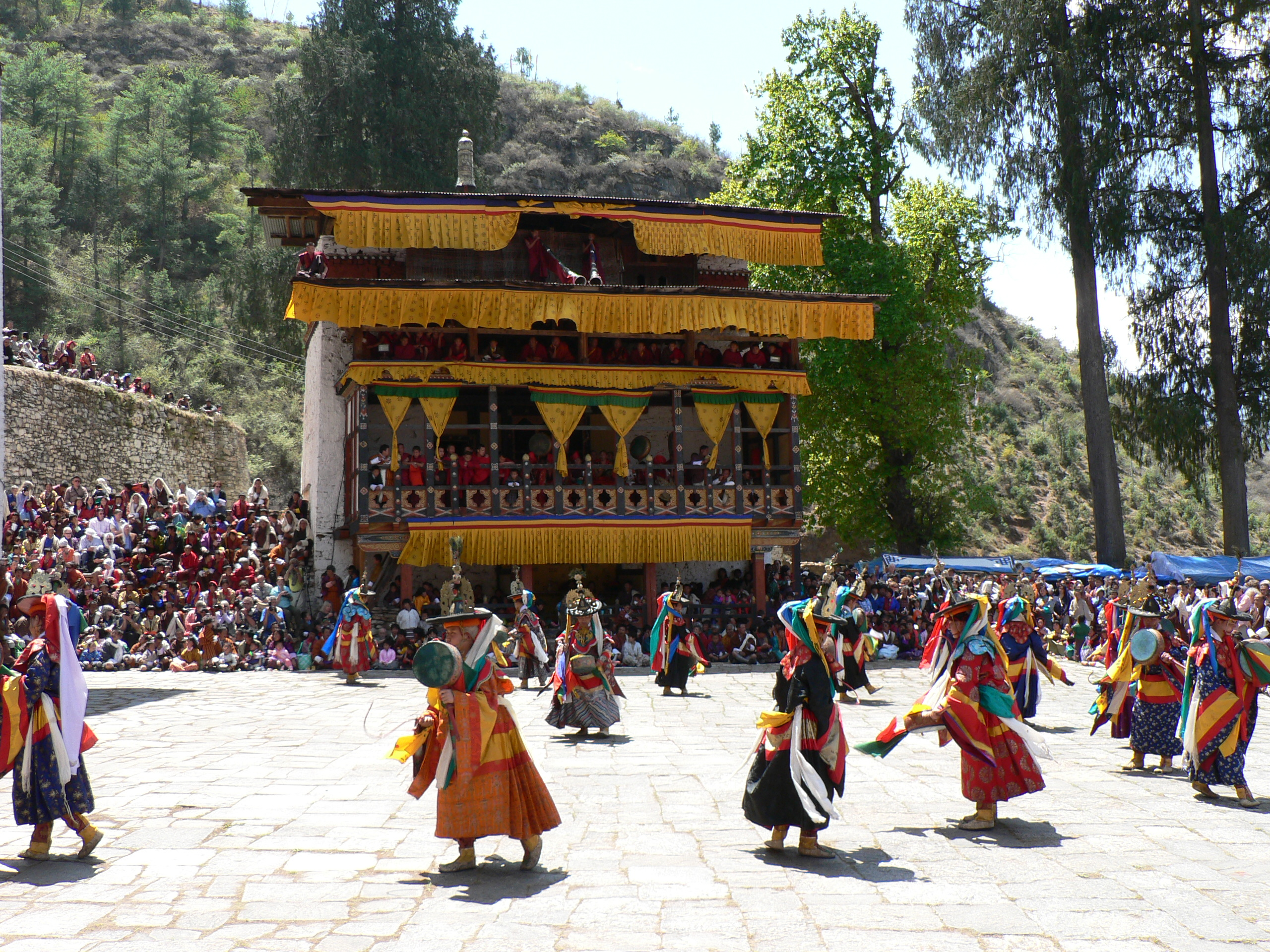
Danza dei Cappelli Neri con tamburi

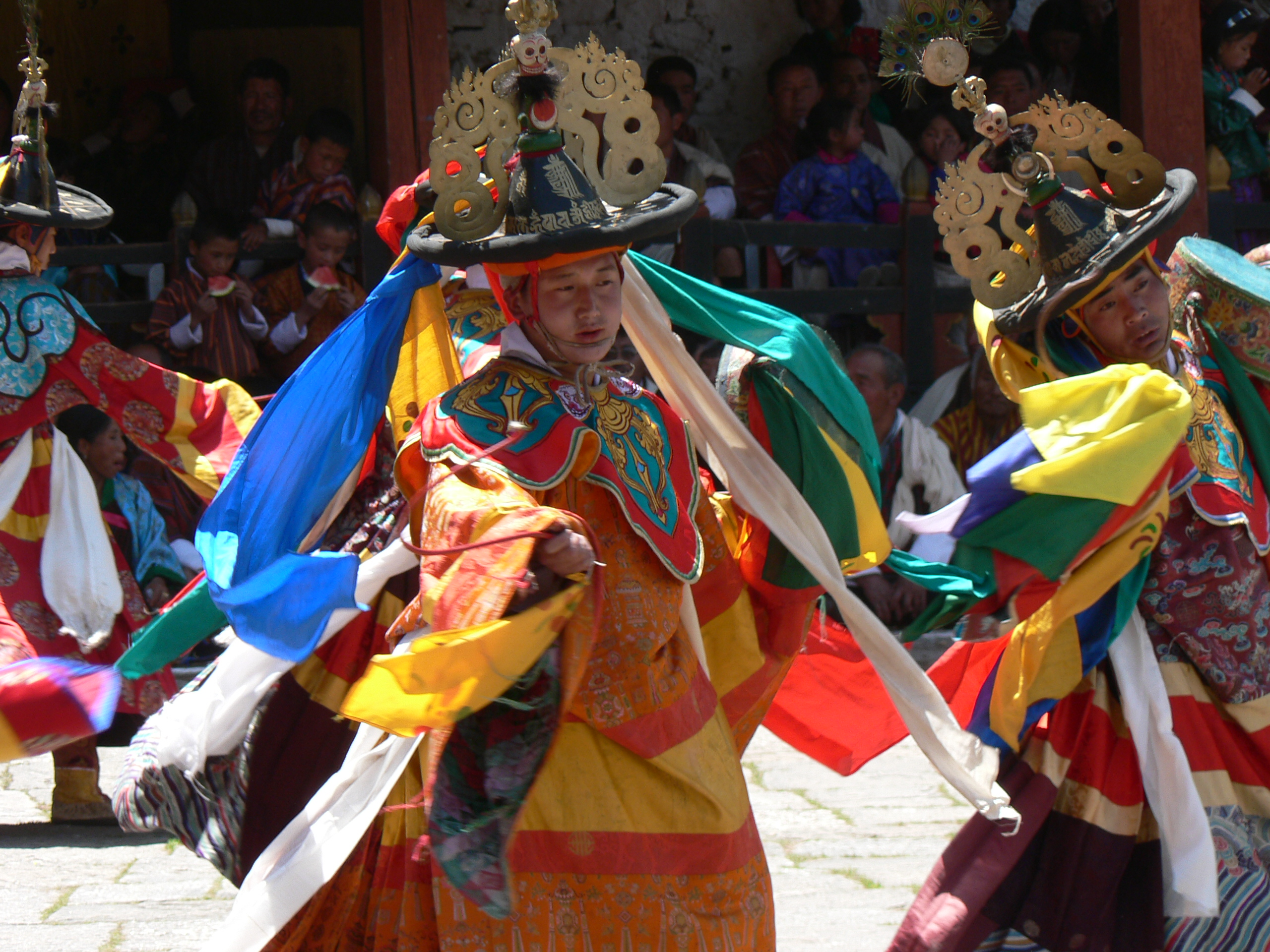
Danzatori allo tshechu di Paro

Gli tshechu (in dzongkha: ཚེས་བཅུ།, letteralmente "giorno dieci") sono delle manifestazioni a carattere religioso che si tengono annualmente in ogni distretto del Bhutan il decimo giorno di un qualsiasi mese del calendario tibetano. Il mese varia a seconda del luogo. Gli tshechu sono festività religiose del lignaggio Drukpa del Kagyu, una delle quattro principali scuole del Buddismo tibetano.
Gli tshechu sono eventi fondamentali a livello sociale, in grado di riunire e raccogliere persone provenienti dai villaggi più remoti. Talvolta si organizzano anche dei mercati in occasione di tali festività, con ricadute positive sul commercio. Lo tshechu di Thimphu e quello di Paro sono tra i più importanti in termini di presenze e di partecipazione collettiva.

## Storia
Padmasambhava, maestro buddista vissuto nell'VIII secolo, visitò per un lungo periodo di tempo il Tibet e il Bhutan. Era solito convertire coloro che si opponevano al Buddismo praticando dei riti, recitando dei mantra e infine eseguendo una danza per conquistare il favore di dei e spiriti. Secondo quanto si narra, egli giunse in Bhutan per aiutare il re morente Sindhu Raja, e per farlo eseguì una serie di danze nelle valli del paese. Il re, una volta guarito, gli promise di diffondere la nuova religione buddista nel suo regno. Fu allora che Padmasambhava decise di celebrare il primo tshechu nella zona dell'attuale distretto di Bumthang, dove le sue otto manifestazioni furono presentate mediante otto diverse danze. Queste successivamente avrebbero dato vita alle danze cham, rappresentanti la gloria di Padmasambhava.

## Tradizioni
Il punto focale di uno tshechu è la danza cham. Queste danze, solitamente eseguite con maschere e costumi, raccontano storie a sfondo morale oppure aneddoti della vita di Padmasambhava, fondatore del Buddismo tibetano, o di altre personalità ritenute sacre.
Spesso durante queste celebrazioni si espongono tappeti e thangka raffiguranti Padmasambhava e altri santi. Questi oggetti sono eretti con l'aiuto di pali prima dell'alba e poi riarrotolati entro la mattinata.
Poiché gli tshechu dipendono dalla disponibilità dei danzatori in maschera, coloro che si iscrivono a tali danze sono passibili di multe salate se rifiutano di esibirsi durante le celebrazioni.

## Programma

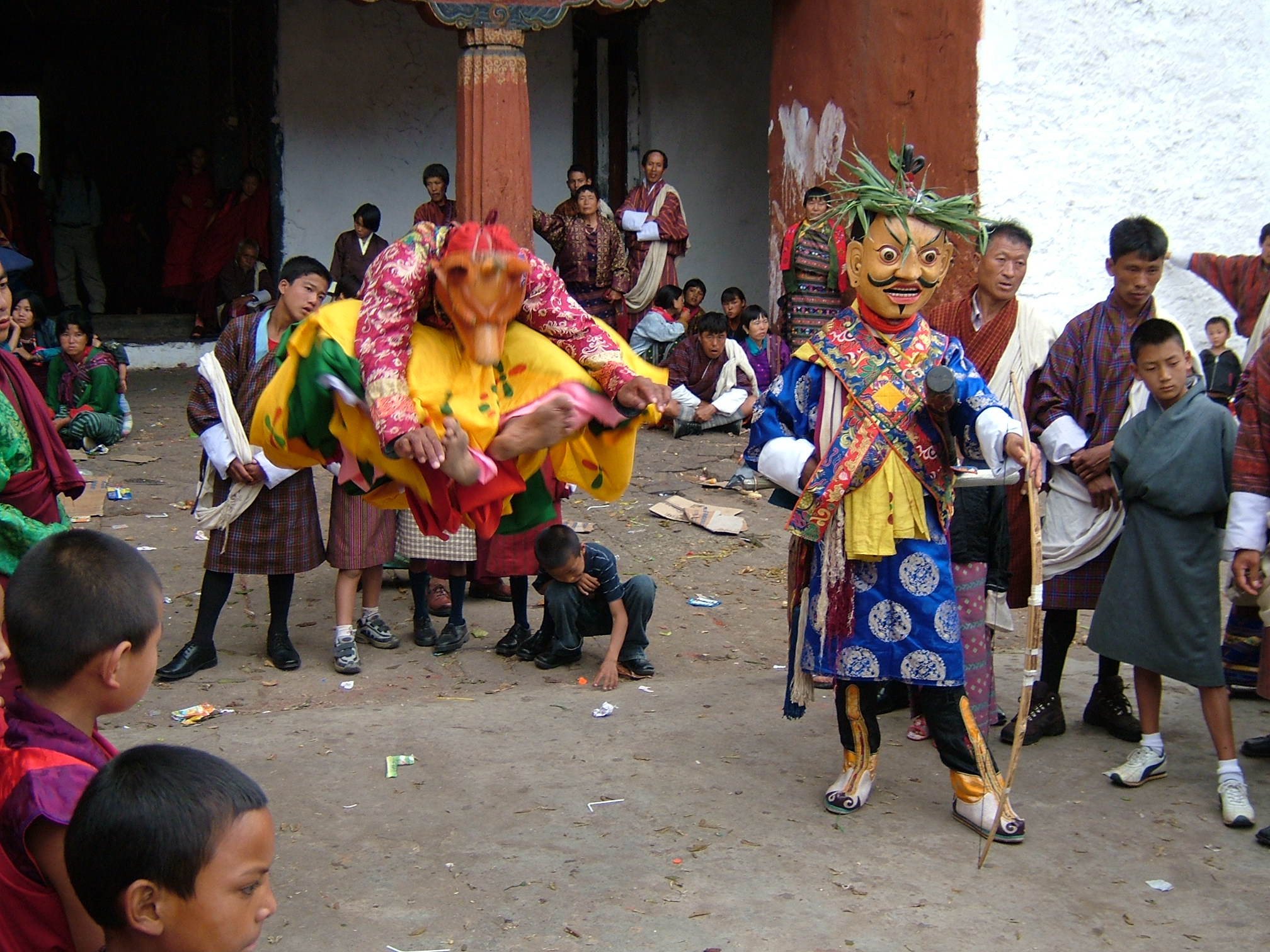
Danzatori mascherati allo tshechu di Wangdue Phodrang

Il programma delle danze copre tutti i quattro giorni della manifestazione ed è organizzato come segue.
- Giorno 1 - Danza dei Quattro Cervi (Sha Tsam); Danza dei Tre tipi di Ging (Pelage Gingsum); Danza degli Eroi (Pacham), Danza dei Cervi e dei Cani da caccia (Shawo Shachi) e Danza con la Chitarra (Dranyeo Cham)
- Giorno 2 - Danza del Cappello Nero (Shana), Danza dei 21 cappelli neri con tamburi (Sha nga ngacham), Danza del Nobiluomo e della Gentildonna (Pholeg Moleg), Danza dei tamburi di Dramitse (Dramitse Ngacham), di nuovo la Danza del Nobiluomo e della Gentildonna (Pholeg Moleg) e Danza dei Cervi e dei Cani da caccia (come il primo giorno)
- Giorno 3 - Danza dei Signori dei Territori della Cremazione (Durdag), Danza delle Divinità Terrificanti (Tungam) e Danza dei Raksha e del Giudizio dei Morti (Ragsha Mangcham)
- Giorno 4 - Danza del Monastero di Tamzhing a Jakar, Danza dei Signori dei Territori della Cremazione (lo stesso ballo del terzo giorno), Danza di Ging e Tsoling (Ging Dang Tsoling) e Danza delle Otto Manifestazioni di Padmasambhava (Guru Tshen Gye).

Spesso l'ultimo giorno è quello che vede lo srotolamento dei thangka, un momento di intenso fervore religioso che di solito si verifica prima dell'alba. Queste raffigurazioni spesso hanno misure di 30x45 metri, con Padmasambhava al centro affiancato dalle sue due consorti e le sue otto incarnazioni. I devoti che si radunano per assistere a questo momento manifestano la loro riverenza, chiedendo in cambio delle benedizioni. Per l'occasione, si eseguono di solito delle danze popolari. Prima del sorgere del sole, il thangka viene riarrotolato per essere conservato nello Dzong più vicino fino all'anno successivo, quando sarà nuovamente esposto.

## Nella cultura di massa
Il film bhutanese Viaggiatori e maghi ha per protagonista un gruppo di viaggiatori che si sta recando allo tshechu di Thimphu.